# Pliegue gular

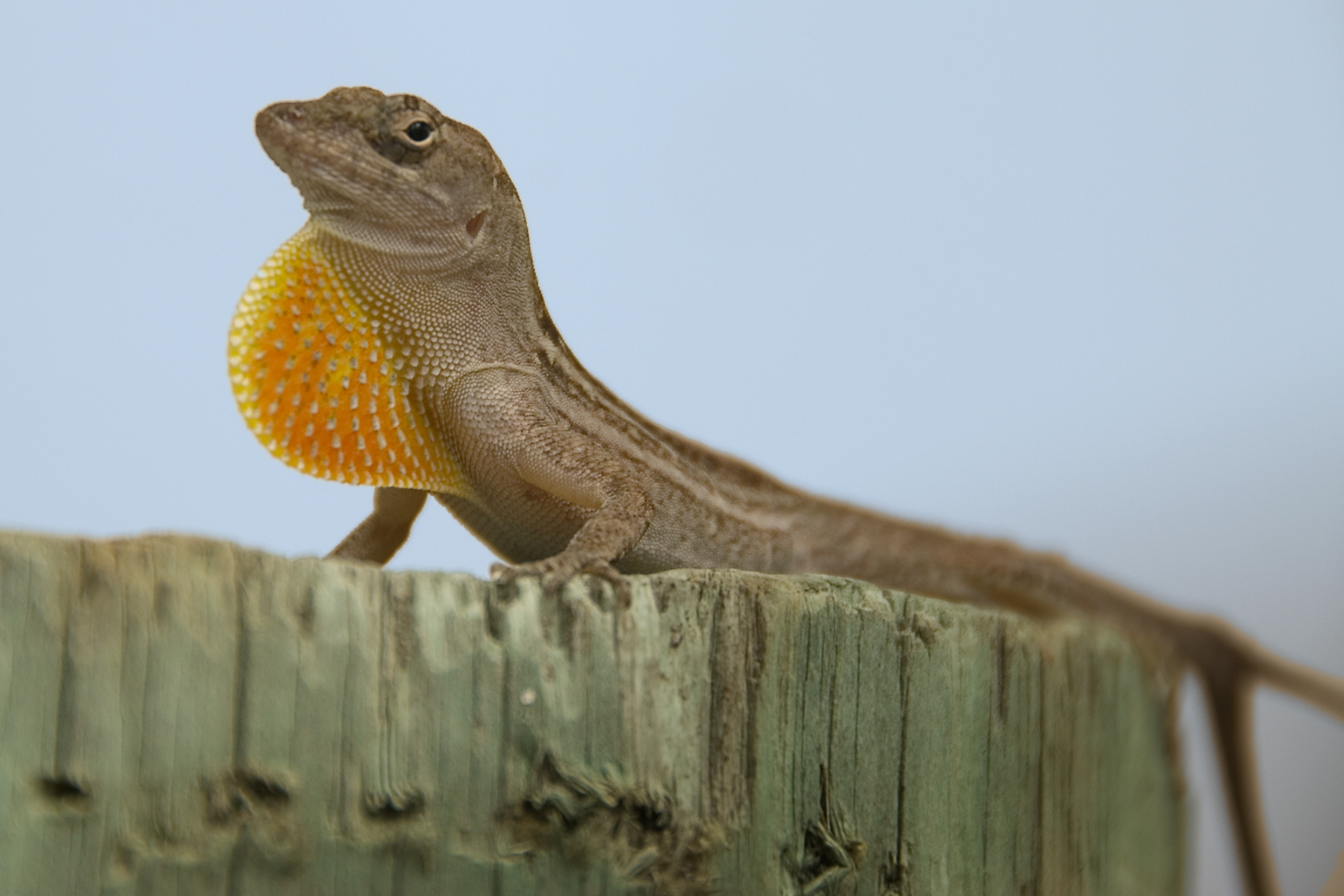
Macho anoles tienen un pliegue gular retráctil, el cual es un carácter sexual secundario; es también empleado para disuadir rivales.

Un pliegue gular es una característica del cuerpo de lagartos y muchos otros reptiles. Es un pliegue granular encontrado en la parte ventral de la garganta, ubicado inmediatamente delante de las extremidades delanteras.